# Branoux-les-Taillades
Branoux-les-Taillades (Branós e las Talhadas en occitan) est une commune française située dans le nord du département du Gard, en région Occitanie, à la limite du département de la Lozère et à 16 km au nord d'Alès.
Exposée à un climat méditerranéen, elle est drainée par le Gardon d'Alès  et par divers autres petits cours d'eau. Incluse dans les Cévennes, la commune possède un patrimoine naturel remarquable composé de trois zones naturelles d'intérêt écologique, faunistique et floristique.
Branoux-les-Taillades est une commune urbaine qui compte 1 297 habitants en 2022. Elle est dans l'unité urbaine de La Grand-Combe et fait partie de l'aire d'attraction d'Alès. Ses habitants sont appelés les Branoussiens ou  Branoussiennes.
Le patrimoine architectural de la commune comprend un immeuble protégé au titre des monuments historiques : l'église Saint-Pierre de Blannaves, inscrite en 1949.

## Géographie

### Localisation
La commune est située dans le nord-ouest du département du Gard. Elle est limitrophe de la Lozère.
Le village de Branoux est situé au pied du col de la Baraque, emprunté par la route D 32, sur un espace relativement plat, la Plaine. Les Taillades, extension due à l'essor démographique provoqué par l'afflux de mineurs employés dans le bassin de La Grand-Combe, est un quartier construit dans la vallée du Gardon, sur la rive droite, et traversé par la RN 106. Blannaves est un hameau en grande partie en ruines, situé en amont, en surplomb du lac de Cambous.

### Communes limitrophes
Les communes limitrophes sont La Grand-Combe, Lamelouze, Sainte-Cécile-d'Andorge, Les Salles-du-Gardon, Le Collet-de-Dèze et Saint-Julien-des-Points.
|                            | Saint-Julien-des-Points (Lozère) | Sainte-Cécile-d'Andorge |
| Le Collet-de-Dèze (Lozère) | Branoux-les-Taillades            | La Grand-Combe          |
|                            | Lamelouze                        | Les Salles-du-Gardon    |

#### Hameaux et lieux-dits

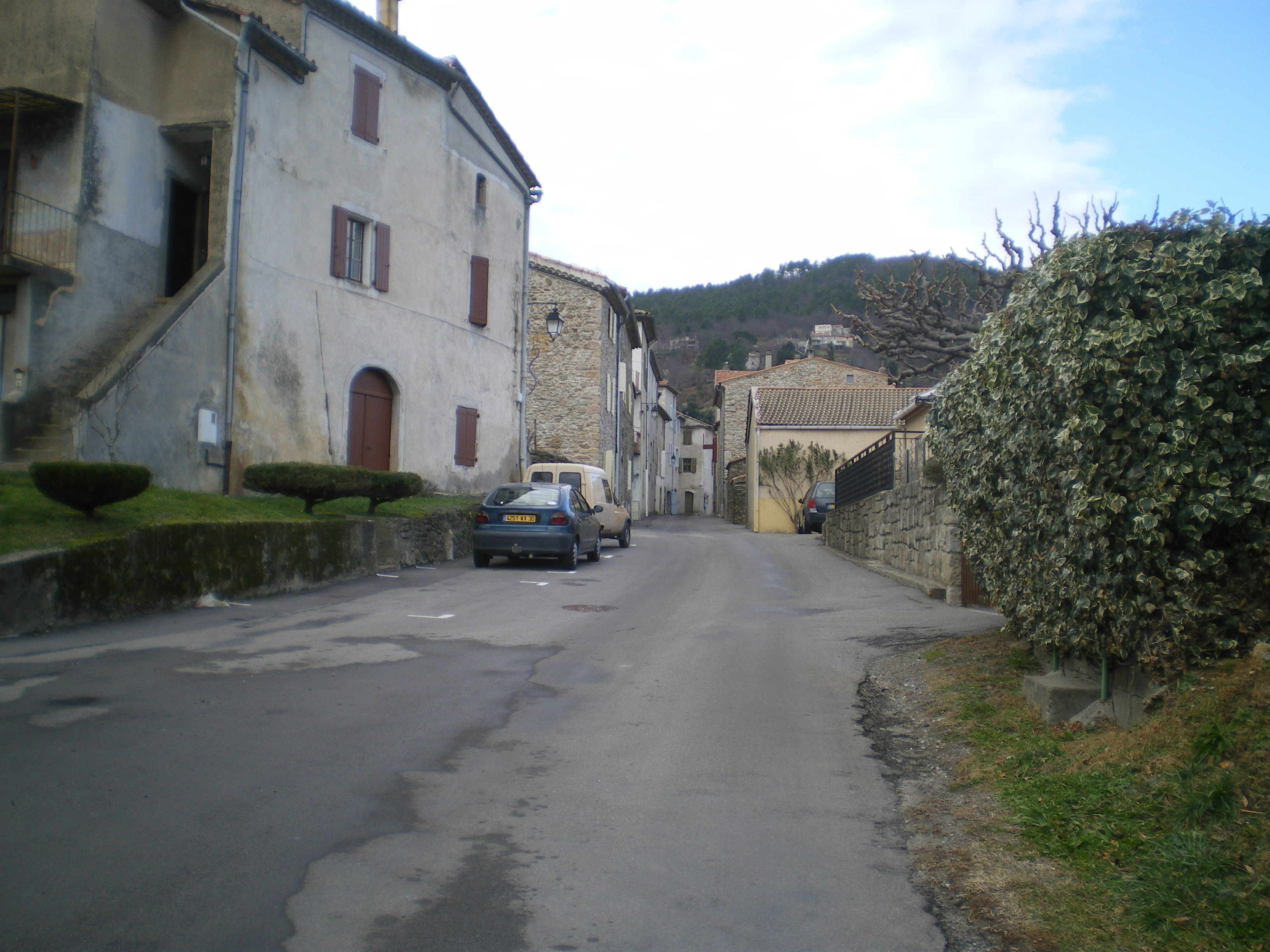
Rue principale de Branoux.

- l'Abrit
- l'Arenas
- Blannaves
- Branoux
- le Camp des Nonnes
- le Castanet
- la Civadière
- le Fraissinet
- le Galissard
- le Lauzas
- Mas de Léon
- le Monnier
- la Planquette
- les Taillades

### Hydrographie et relief

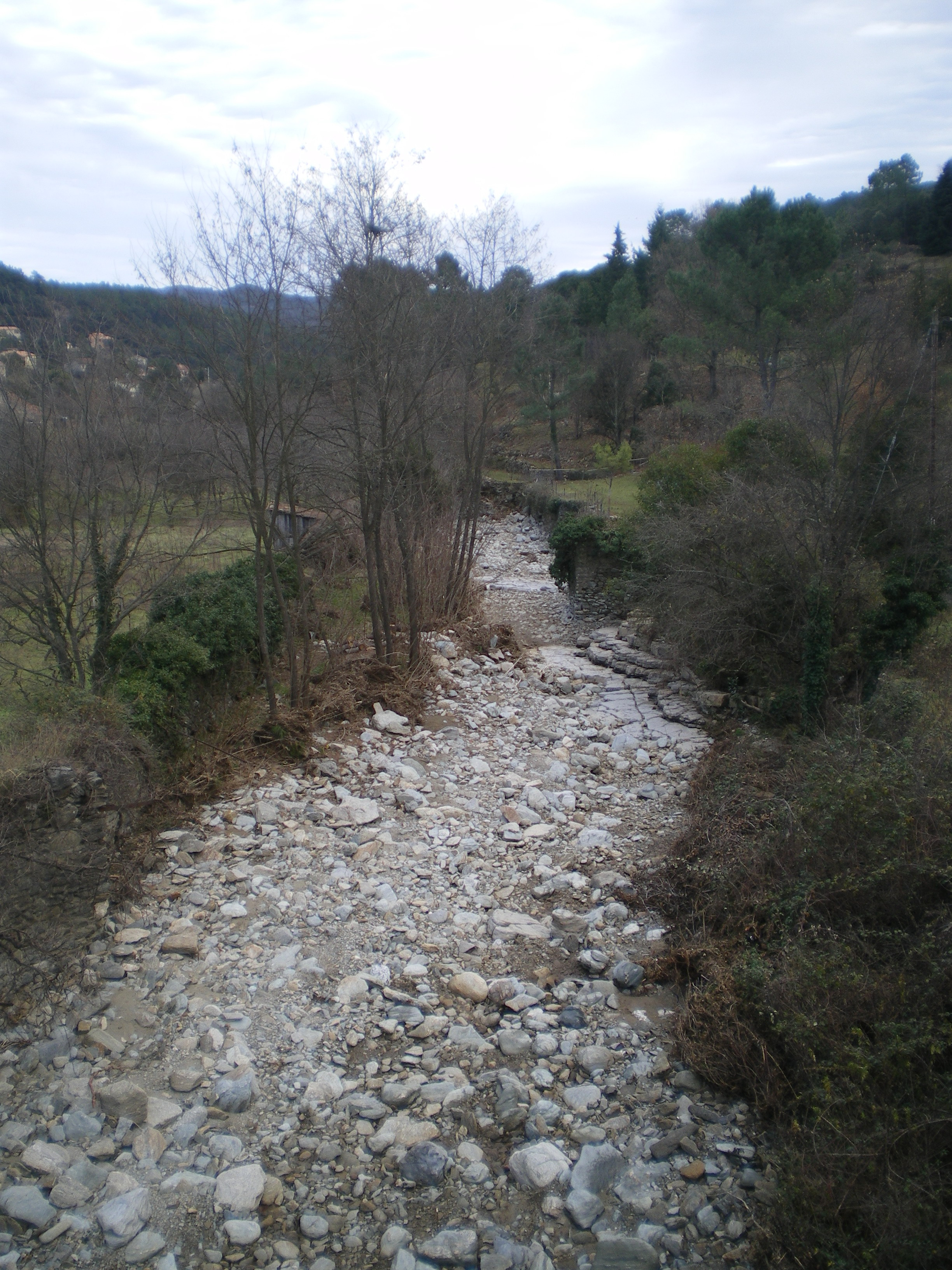
Le Bremo, affluent du Gardon, en aval du pont de Bertrand.

Branoux-les-Taillades est une commune qui s'étire du nord-ouest au sud-est le long de la rive droite de la vallée du Gardon, depuis le département de la Lozère et jusqu’à La Grand-Combe. La vallée du Gardon est ici très étroite et les rares surfaces planes sont occupées par des cités ouvrières et par des voies de communication : RN 106, voie ferrée. En amont de la Haute-Levade, le barrage de Cambous a créé un lac artificiel (lac de Cambous) et en amont de celui-ci, a été aménagé un barrage d'écrêtement des crues du Gardon - crues qui frappaient souvent la ville d'Alès lors des épisodes cévenols. La commune est parcourue par des cours d'eau, souvent à sec en période estivale, qui rejoignent le Gardon : le Rabalézain qui se jette dans le lac de Cambous, le Brémo (4 kilomètres de long) et son affluent le Nayzadou qui arrosent Branoux.
La commune présente un aspect montagnard, les Cévennes dominant le village de Branoux, où se trouve la mairie, desservi par la D 154. Les montagnes sont couvertes de châtaigniers mais les pins gagnent de plus en plus de terrain. Le territoire communal n'est pas intégré à la zone périphérique du Parc national des Cévennes et il sert de zone de chasse, notamment pour le sanglier qui est extrêmement répandu et cause des dégâts dans les exploitations agricoles.

### Climat
Pour des articles plus généraux, voir Climat de l'Occitanie et Climat du Gard.
En 2010, le climat de la commune est de type climat méditerranéen franc, selon une étude s'appuyant sur une série de données couvrant la période 1971-2000. En 2020, Météo-France publie une typologie des climats de la France métropolitaine dans laquelle la commune est exposée à un climat de montagne ou de marges de montagne et est dans la région climatique Provence, Languedoc-Roussillon, caractérisée par une pluviométrie faible en été, un très bon ensoleillement (2 600 h/an), un été chaud (21,5 °C), un air très sec en été, sec en toutes saisons, des vents forts (fréquence de 40 à 50 % de vents > 5 m/s) et peu de brouillards.
Pour la période 1971-2000, la température annuelle moyenne est de 13,1 °C, avec une amplitude thermique annuelle de 16,7 °C. Le cumul annuel moyen de précipitations est de 1 358 mm, avec 7,9 jours de précipitations en janvier et 4,2 jours en juillet. Pour la période 1991-2020, la température moyenne annuelle observée sur la station météorologique la plus proche, située sur la commune de La Grand-Combe à 3 km à vol d'oiseau, est de 13,7 °C et le cumul annuel moyen de précipitations est de 1 414,0 mm,. Pour l'avenir, les paramètres climatiques de la commune estimés pour 2050 selon différents scénarios d'émission de gaz à effet de serre sont consultables sur un site dédié publié par Météo-France en novembre 2022.

### Milieux naturels et biodiversité

#### Espaces protégés
La protection réglementaire est le mode d’intervention le plus fort pour préserver des espaces naturels remarquables et leur biodiversité associée,.
Dans ce cadre, la commune fait partie de l'aire d'adhésion du Parc national des Cévennes. Ce  parc national, créé en 1967, est un territoire de moyenne montagne formé de cinq entités géographiques : le massif de l'Aigoual, le causse Méjean avec les gorges du Tarn et de la Jonte, le mont Lozère, les vallées cévenoles ainsi que le piémont cévenol.
La commune fait partie de la zone de transition des Cévennes, un territoire d'une superficie de 116 032 ha reconnu réserve de biosphère par l'UNESCO en 1985 pour la mosaïque de milieux naturels qui la composent et qui abritent une biodiversité exceptionnelle, avec 2 400 espèces animales, 2 300 espèces de plantes à fleurs et de fougères, auxquelles s’ajoutent d’innombrables mousses, lichens, champignons,.

#### Zones naturelles d'intérêt écologique, faunistique et floristique
L’inventaire des zones naturelles d'intérêt écologique, faunistique et floristique (ZNIEFF) a pour objectif de réaliser une couverture des zones les plus intéressantes sur le plan écologique, essentiellement dans la perspective d’améliorer la connaissance du patrimoine naturel national et de fournir aux différents décideurs un outil d’aide à la prise en compte de l’environnement dans l’aménagement du territoire.
Deux ZNIEFF de type 1 sont recensées sur la commune :
le « Gardon d'Alès à la Grand-Combe » (179 ha), couvrant 8 communes dont 7 dans le Gard et 1 dans la Lozère, et 
les « ruisseaux du Lauzas et des Pradasses » (6 ha), couvrant 2 communes dont 1 dans le Gard et 1 dans la Lozère
et une ZNIEFF de type 2, : 
les « Hautes vallées des Gardons » (73 898 ha), couvrant 48 communes dont 27 dans le Gard et 21 dans la Lozère.

Carte des ZNIEFF de type 1 et 2 à Branoux-les-Taillades.
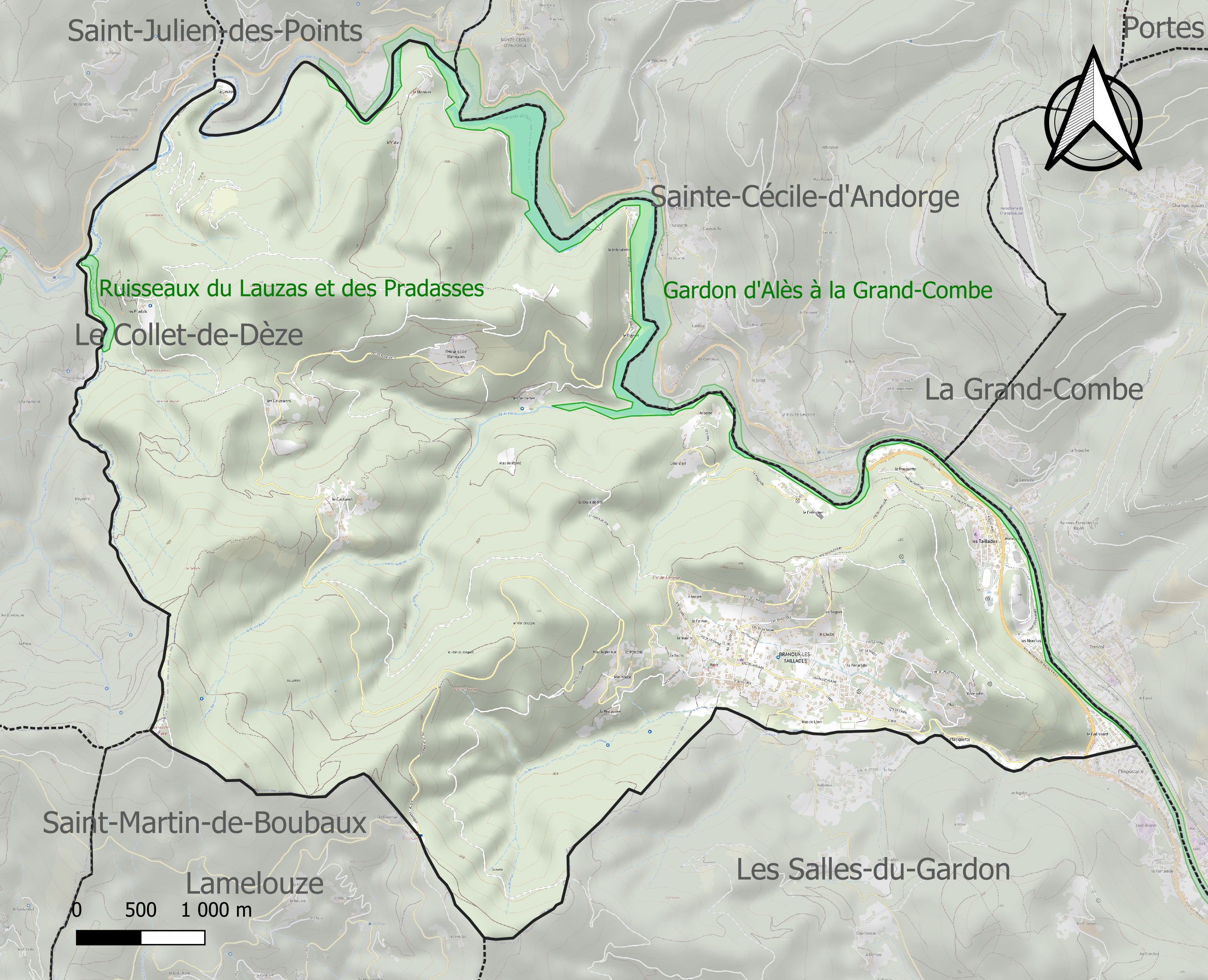
Carte des ZNIEFF de type 1 sur la commune.
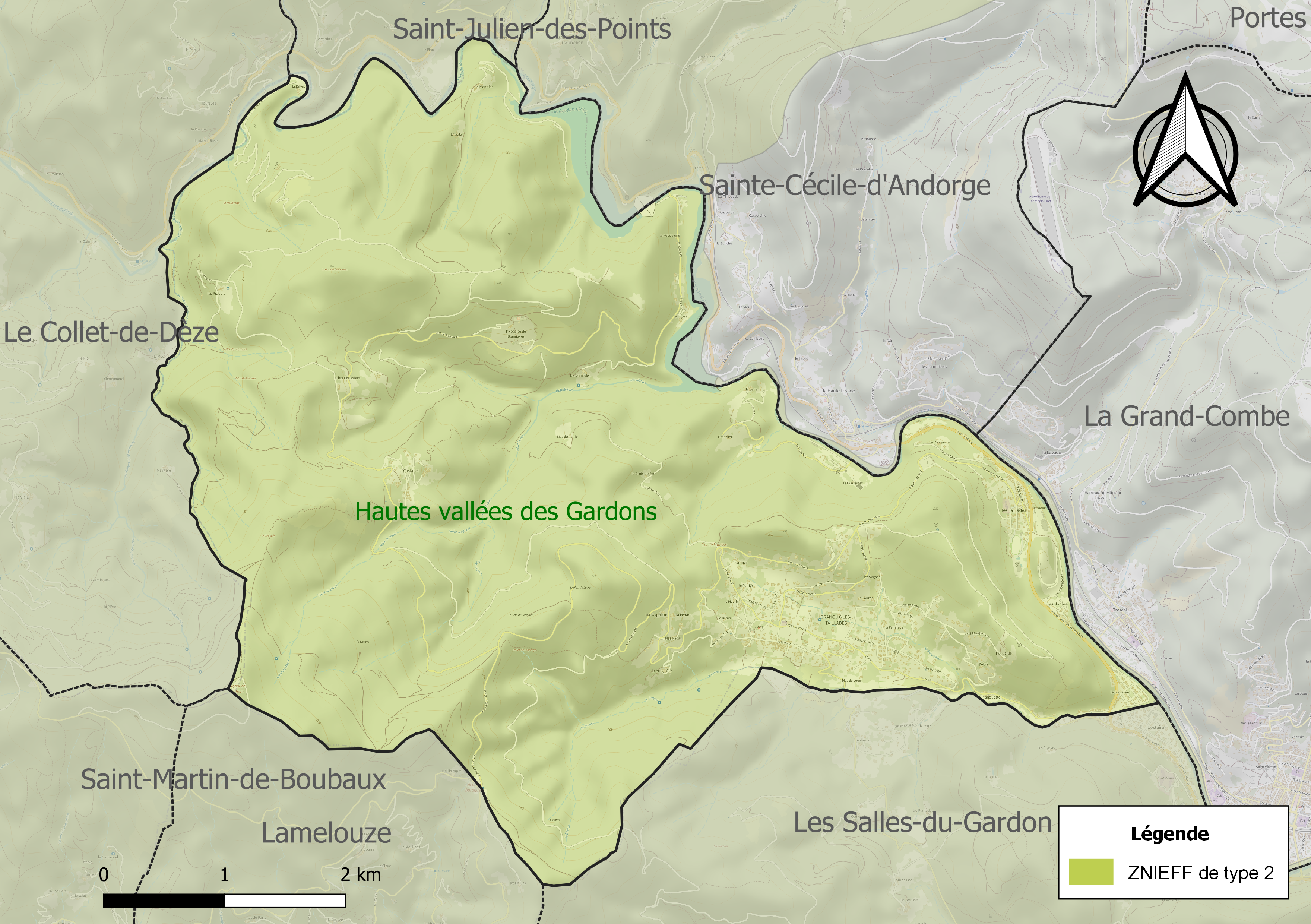
Carte de la ZNIEFF de type 2 sur la commune.

## Urbanisme

### Typologie
Au 1er janvier 2024, Branoux-les-Taillades est catégorisée petite ville, selon la nouvelle grille communale de densité à sept niveaux définie par l'Insee en 2022.
Elle appartient à l'unité urbaine de La Grand-Combe, une agglomération intra-départementale regroupant quatre  communes, dont elle est une commune de la banlieue,,. Par ailleurs la commune fait partie de l'aire d'attraction d'Alès, dont elle est une commune de la couronne,. Cette aire, qui regroupe 64 communes, est catégorisée dans les aires de 50 000 à moins de 200 000 habitants,.

### Occupation des sols
L'occupation des sols de la commune, telle qu'elle ressort de la base de données européenne d’occupation biophysique des sols Corine Land Cover (CLC), est marquée par l'importance des forêts et milieux semi-naturels (89,1 % en 2018), une proportion sensiblement équivalente à celle de 1990 (89,5 %). La répartition détaillée en 2018 est la suivante : 
forêts (85,2 %), zones urbanisées (7,2 %), milieux à végétation arbustive et/ou herbacée (3,9 %), zones agricoles hétérogènes (3 %), eaux continentales (0,7 %). L'évolution de l’occupation des sols de la commune et de ses infrastructures peut être observée sur les différentes représentations cartographiques du territoire : la carte de Cassini (XVIIIe siècle), la carte d'état-major (1820-1866) et les cartes ou photos aériennes de l'IGN pour la période actuelle (1950 à aujourd'hui).

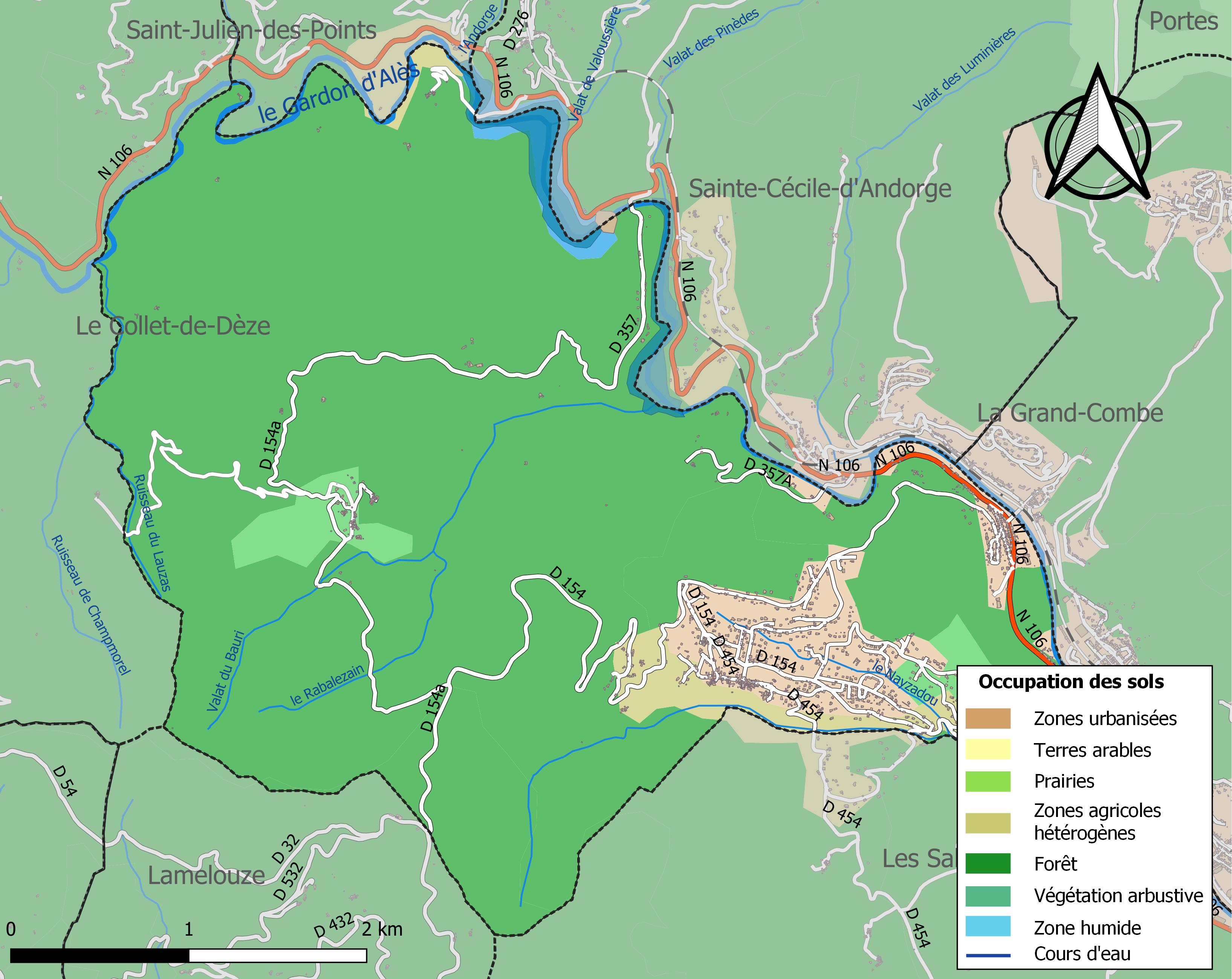
Carte des infrastructures et de l'occupation des sols de la commune en 2018 (CLC).

### Logement
De nombreux lotissements sont en cours de réalisation, surtout autour du village de Branoux (vers la Civadière ou dans les Pins), signe d'un certain dynamisme mais peu à peu le village risque de devenir un village dortoir. De plus, la construction de villas dans les collines provoque un mitage de la forêt cévenole déjà menacée par les incendies.

### Risques majeurs
Le territoire de la commune de Branoux-les-Taillades est vulnérable à différents aléas naturels : météorologiques (tempête, orage, neige, grand froid, canicule ou sécheresse), inondations, feux de forêts, mouvements de terrains et séisme (sismicité faible). Il est également exposé à deux risques technologiques,  le transport de matières dangereuses et la rupture d'un barrage, et à un risque particulier : le risque de radon. Un site publié par le BRGM permet d'évaluer simplement et rapidement les risques d'un bien localisé soit par son adresse soit par le numéro de sa parcelle.

#### Risques naturels
La commune fait partie du territoire à risques importants d'inondation (TRI) d'Alès, regroupant 37 communes autour d'Alès, un des 31 TRI qui ont été arrêtés fin 2012 sur le bassin Rhône-Méditerranée, retenu au regard des risques de débordements de la Cèze et des Gardons. Parmi les dernières crues significatives qui ont touché le territoire figurent celles de 1958 et de septembre 2002. Des cartes des surfaces inondables ont été établies pour trois scénarios : fréquent (crue de temps de retour de 10 ans à 30 ans), moyen (temps de retour de 100 ans à 300 ans) et extrême (temps de retour de l'ordre de 1 000 ans, qui met en défaut tout système de protection),. La commune a été reconnue en état de catastrophe naturelle au titre des dommages causés par les inondations et coulées de boue survenues en 1982, 1995, 1997, 2002 et 2008,.

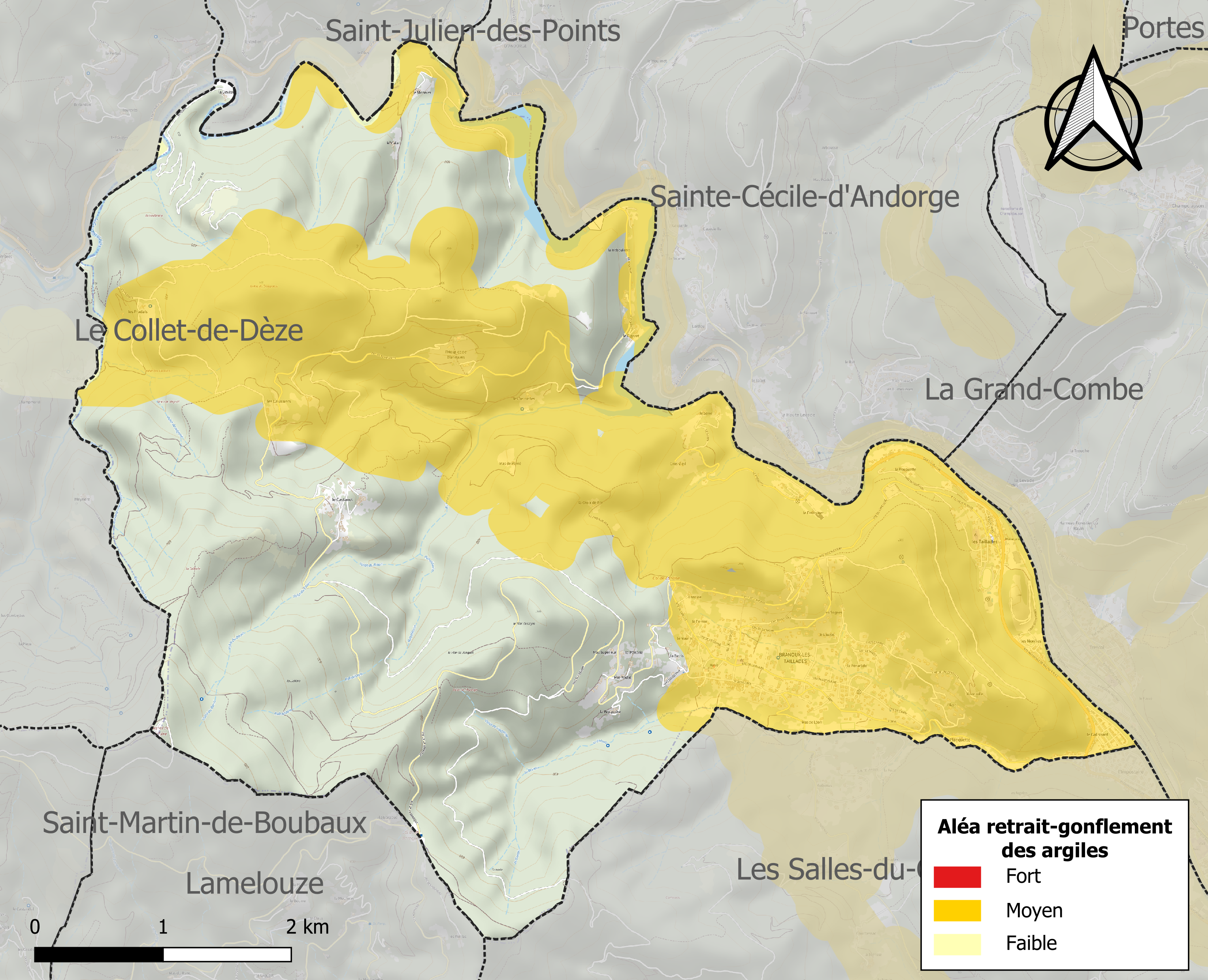
Carte des zones d'aléa retrait-gonflement des sols argileux de Branoux-les-Taillades.

La commune est vulnérable au risque de mouvements de terrains constitué principalement du retrait-gonflement des sols argileux. Cet aléa est susceptible d'engendrer des dommages importants aux bâtiments en cas d’alternance de périodes de sécheresse et de pluie. 49,8 % de la superficie communale est en aléa moyen ou fort (67,5 % au niveau départemental et 48,5 % au niveau national). Sur les 591 bâtiments dénombrés sur la commune en 2019, 512 sont en aléa moyen ou fort, soit 87 %, à comparer aux 90 % au niveau départemental et 54 % au niveau national. Une cartographie de l'exposition du territoire national au retrait gonflement des sols argileux est disponible sur le site du BRGM,.
Par ailleurs, afin de mieux appréhender le risque d’affaissement de terrain, l'inventaire national des cavités souterraines permet de localiser celles situées sur la commune.

#### Risques technologiques
Le risque de transport de matières dangereuses sur la commune est lié à sa traversée par des infrastructures routières ou ferroviaires importantes ou la présence d'une canalisation de transport d'hydrocarbures. Un accident se produisant sur de telles infrastructures est en effet susceptible d’avoir des effets graves au bâti ou aux personnes jusqu’à 350 m, selon la nature du matériau transporté. Des dispositions d’urbanisme peuvent être préconisées en conséquence.
La commune est en outre située en aval du barrage de Sainte-Cécile-d'Andorge, un ouvrage de classe A doté d'un PPI. À ce titre elle est susceptible d’être touchée par l’onde de submersion consécutive à la rupture de cet ouvrage.

#### Risque particulier
Dans plusieurs parties du territoire national, le radon, accumulé dans certains logements ou autres locaux, peut constituer une source significative d’exposition de la population aux rayonnements ionisants. Certaines communes du département sont concernées par le risque radon à un niveau plus ou moins élevé. Selon la classification de 2018, la commune de Branoux-les-Taillades est classée en zone 3, à savoir zone à potentiel radon significatif.

## Toponymie
Ses habitants se nomment les Branousiens.

## Histoire

### Préhistoire
- Des traces fossiles de fougères, de forêts pétrifiées (troncs d'arbres silicifiés) et de dinosaures (empreintes à Champclauson) ont été trouvées sur la commune ou sur les communes voisines.
- 2800 av. J.-C. : dolmen de La Taillade.
- Néolithique : roches plates creusées de cupules, de rigoles et de signes en arceaux (dont la signification n'est pas connue) retrouvées sur les serres situées au-dessus de Blannaves et le Signal de La Lichère.

### Antiquité
- Premier âge du fer (800 av. J.-C.), des tombes ont été découvertes sur la crête des Caussiers et au hameau du Castanet. Ces tombes sont constituées de quatre dalles verticales jointives, entourées d'un tumulus circulaire. Parfois, une pierre plate est posée sur le coffre constitué par les dalles, lui donnant alors l'aspect d'un dolmen.
- Vers les Ve et IIIe siècles av. J.-C., installation des Volques Arécomiques dans les environs.
- La présence gallo-romaine n'a pas laissé de traces apparentes, hormis une voie romaine.

### Moyen Âge
Vers 1060 : Une chapelle romane est construite à Blannaves, en grès (provenant de carrières situées en contrebas des Caussiers), par des moines venus de Marseille, de l'abbaye Saint-Victor. Un château fort est construit sur un éperon rocheux à La Devêze, le château de Sainte-Foix, dominant la vallée du Gardon, lieu de passage important entre Languedoc et Gévaudan. On trouve des vestiges d'anciens chemins médiévaux pavés sur les hauteurs de Branoux. On connaît alors les mentions les plus anciennes des hameaux de la commune : Blannaves, Sancti Petri de Blatvan, feuda gabalorum, 1345, et Branoux, lo maiz de Branosco, 1346. Blannaves est une paroisse connue dès 1345 où il existe un prieuré, Saint-Pierre de Blannaves (Sancti Petri de Blatvan) dès le XIe siècle. Ce prieuré est constitué de trois bâtisses : l'église romane, la maison curiale et la ferme. Au XIVe siècle, sont coseigneurs de Branoux Jean de Ponsono, Raimond Pélegrin et Jean de Montclar. À la même période, naissance d'une forme primitive d'industrie (martinets et forges à feux) aux Taillades, dans la vallée du Gardon. On exploite des mines de fer (aujourd'hui à l'abandon) sur les hauteurs avoisinantes. On connaît aussi l'existence de nombreux moulins, surtout sur les affluents du Gardon. Le Moyen Âge marque le début de l'exploitation du châtaignier, espèce locale connue depuis l'époque romaine.
La commune réunit plusieurs hameaux :
- Blannaves, prieuré existant dès le XIe siècle. Mention Sancti Petri de Blatvans, paroisse de Blannaves, en 1345.
- Branoux, hameau de Blannaves, devenu village de Branoux Lo Maiz de Branosco en 1346, peut-être du nom d'un homme gaulois, Brannos, le corbeau, suivi du suffixe Oscu.
- Le Castanet, dont le nom vient de l'occitan et signifie forêt de châtaigniers.
- Les Taillades, du terme occitan talhada, la taillade, désignant une coupe de bois, c'est-à-dire un endroit où l'on coupe le bois, ou un taillis, ou même encore une entaille dans la roche, une fente dans la roche.

### Époque moderne
Un martinet à fer aux Nonnes est attesté au milieu du XVIe siècle. Au XVIe siècle des chapelles sont ajoutées sur la face septentrionale du prieuré de Blannaves, en amont de Branoux. En 1695, construction d'une route carrossable dans la vallée du Gardon, appelée Chemin Richelieu, reliant Alais à Florac ; le village de Branoux est relié par un chemin muletier.
Les XVIIe et XVIIIe siècles sont marqués par les guerres de religion.Ces guerres de religion opposent les catholiques et les protestants, ces derniers étant très nombreux dans les Cévennes. Après la révocation de l'Édit de Nantes, en 1685, les protestants se soulèvent contre les troupes de Louis XIV ; cette guerre porte le nom de Guerre des camisards. Un chef camisard vit à Branoux à la fin du XVIIe siècle : Gédéon Laporte. Il sera tué dans une embuscade en 1702. Sa tête, ainsi que celle de ses compagnons d'armes, sera exposée sur le pont d'Anduze et en février 1703, l'église de Blannaves est incendiée en représailles par des camisards. La même année lors d'une attaque, le village de Branoux est pillé et en partie détruit. Il perd 52 habitants. Il a été attaqué par 500 Cadets de la Croix, des catholiques, dirigés par Vidal, le curé de Sainte-Cécile-d'Andorge.
Un pont en pierre est construit par-dessus le Brémo, entre Branoux et La Favède en 1777. Ce pont est appelé pont de Bertrand : un anachronisme encore vivace raconte que Bertrand Duguesclin, mort en 1380, aurait emprunté ce pont. Avant 1789 : Blannaves est sous la domination du seigneur de Lamelouze et du seigneur De La Fare d'Alais.

### Révolution française et Empire
- 1790 : La commune de Blannaves est alors rattachée au district d'Alais.

### Époque contemporaine

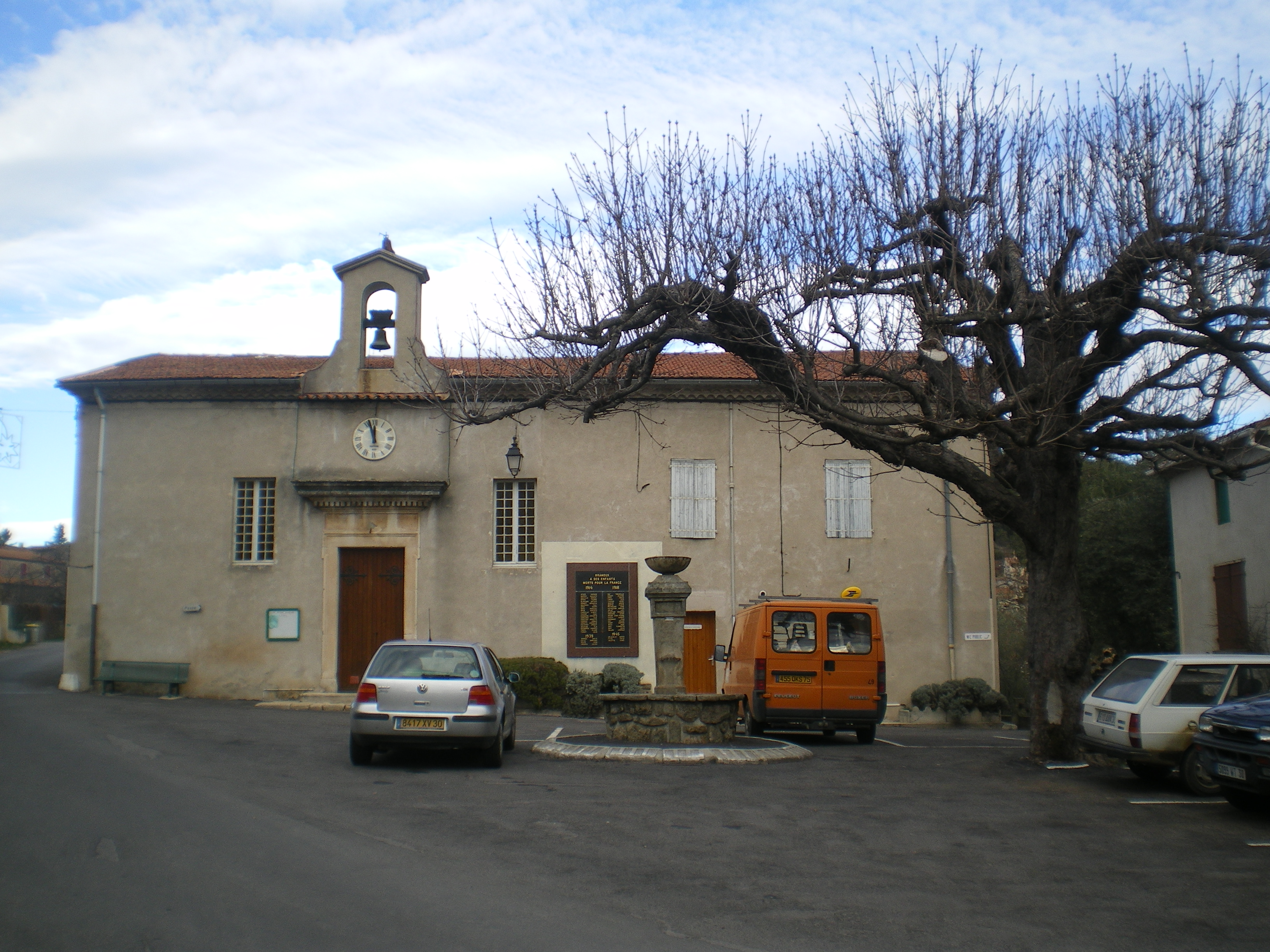
Le temple de Branoux.

Début XIXe siècle : Sur les hauteurs de Branoux, le châtaignier, l'arbre à pain local, est de plus en plus exploité pour les richesses qu'il procure; des châtaigneraies sont plantées sur les pentes environnantes. Le châtaignier est une manne pour la population cévenole: les châtaignes fournissent de la farine pour fabriquer des galettes et des purées, des soupes, le bois sert pour la fabrication d'outils agricoles et de paniers (utilisation de rejets nés de la souche du châtaignier dans ce cas, des bouscasses), pour la charpente lors de la construction de maison. Pendant la Seconde Guerre mondiale (1939-1945), les châtaignes, séchées et torréfiées, ont servi pour la confection de café de qualité médiocre. Le châtaignier a laissé de nombreuses traces dans la toponymie comme dans les noms de famille du pays : Castan, Le Castanet, Chastagnier, Castanier, Chastans...
- 1806 : 545 habitants sont recensés à Branoux. On distingue 110 catholiques et 435 protestants.
- 1807 : un temple est construit (sous décret impérial) sur l'emplacement de l'ancienne église désaffectée.
- 1826 : création de la compagnie des Houillères de la Grand-Combe, qui marque le début de l'industrialisation de l'exploitation du charbon du bassin de La Grand-Combe.
- 1836 : sous l'impulsion des frères Léon et Paulin Talabot, création de la « Compagnie des Mines de la Grand’Combe et des chemins de fer du Gard ». Le hameau des Taillades s'agrandit avec la construction de nombreux logements sommaires pour les mineurs qui travaillent dans les gisements de houille.
- 1846 : un premier puits de charbon est creusé aux Taillades ; il s'agit du puits Mourier.
- 1848 : construction d'une première école, à Branoux, dans le prolongement du temple construit auparavant.
- 1867 : le consul demande  le changement de nom de la commune, « Branoux étant le nom du hameau le plus populeux de la commune et où sont situés les écoles et les édifices publics et religieux ».
- 1869 : commune de Branoux; un décret officiel déclare officiellement que la commune portera désormais le nom de Branoux.

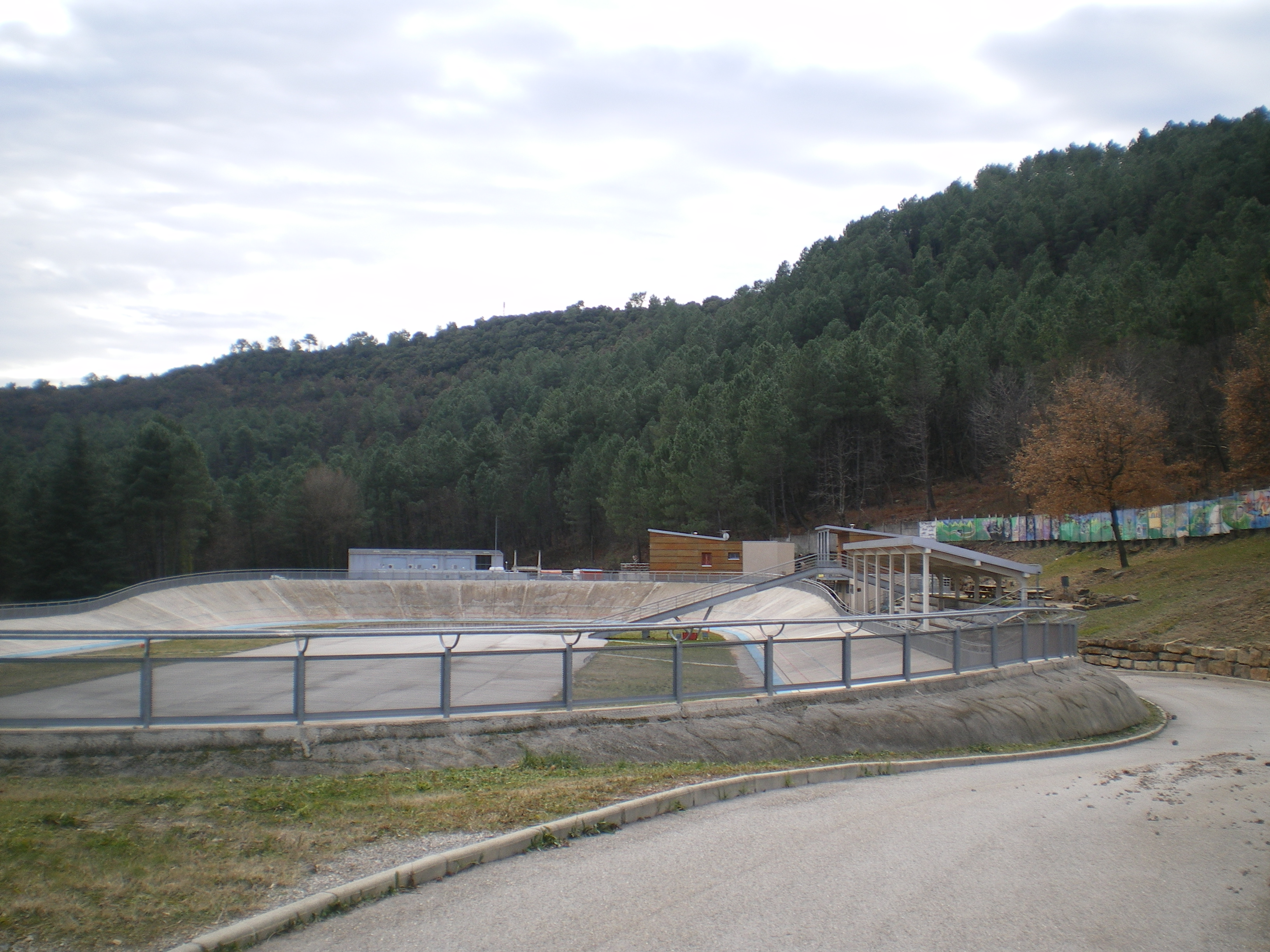
Vélodrome des Taillades.

Fin du XIXe siècle : Extension de l'habitat ouvrier (pour les mineurs travaillant dans les houillères du bassin de la Grand-Combe) au lieu-dit le Camp des Nonnes ; le nom vient peut-être de Las nounas, lieu où l'on cultive des céréales en patois ; ainsi qu'au hameau des Taillades, le long de la vallée du Gardon.
- 1880 : un nouveau puits est ouvert sur la commune : le puits des Nonnes; ce puits sera fermé en 1918. L'endroit deviendra lieu de stockage des débris évacués de l'extraction de houille, un crassier sera dressé au camp des Nonnes.
- 1895 : un pont suspendu est construit aux Taillades, pour passer le Gardon et rejoindre la Haute-Levade.
- 1895 : une route asphaltée est enfin aménagée le long de la vallée du Gardon ; ce sera la future RN 106.
- 1897 : une école publique mixte est créée à Branoux ; elle sera fermée en 1966 lors du réaménagement scolaire de la commune.
- 1914 : une école des filles est ouverte à Branoux. La Première Guerre mondiale commence, des jeunes gens de la commune sont appelés pour partir au front.
- 1918 : fermeture du puits de charbon des Nonnes et installation du camp de prisonniers des Nonnes qui, en 1924 sera remplacé par des baraquements pour ouvriers algériens.
- 1920 : construction de la Poste.
- 1920 : un monument aux morts est apposé sur le mur de l'ancienne mairie de Branoux. Il s'agit d'une plaque de marbre où sont gravés les noms des morts tombés pendant la Première Guerre mondiale.
- 1930 : fermeture des derniers moulins de la commune au Castanet, dont les moulins jumelés, bâtis en schiste, surmontés de pigeonniers).
- 1932 : aménagement d'un vélodrome pour des compétitions cyclistes aux Taillades. L'idée revient à Louis Riquet, comptable employé aux mines de la Grand-Combe. La première piste, en cendrée, est réalisée par les mineurs eux-mêmes après leur dure journée de travail.
- 1933 : une école est ouverte aux Taillades ; fermée, elle est utilisée de nos jours pour l'État Civil.
- 1945 : pendant la phase de reconstruction du pays, la Compagnie des Houillères aménage des cités ouvrières destinées aux mineurs au Galissard.
- 1947 : la mairie de Branoux déménage; elle s'installe dans une des plus grandes maisons de la commune, la maison Durand-Bonnal construite au XIXe siècle.
- 1950 : monument pour les FTPF inauguré aux Taillades.
- 1956 : la commune de Branoux-les-Taillades naît de l'union du chef-lieu Branoux et de la cité ouvrière des Taillades, située en contrebas dans la vallée du Gardon. Le 27 avril 1956 un décret Officiel reconnaît la nouvelle dénomination de la commune, englobant les deux entités principales, Branoux et les Taillades.
- 1957 : nouvelle école aux Taillades, fermée en 1996, puis rouverte en 2001 en même temps que celle de Branoux : école primaire aux Taillades et maternelle à Branoux.
- 1960 : nouvelle école, plus grande, à Branoux, dans la Plaine. Elle porte le nom de Joliot-Curie.

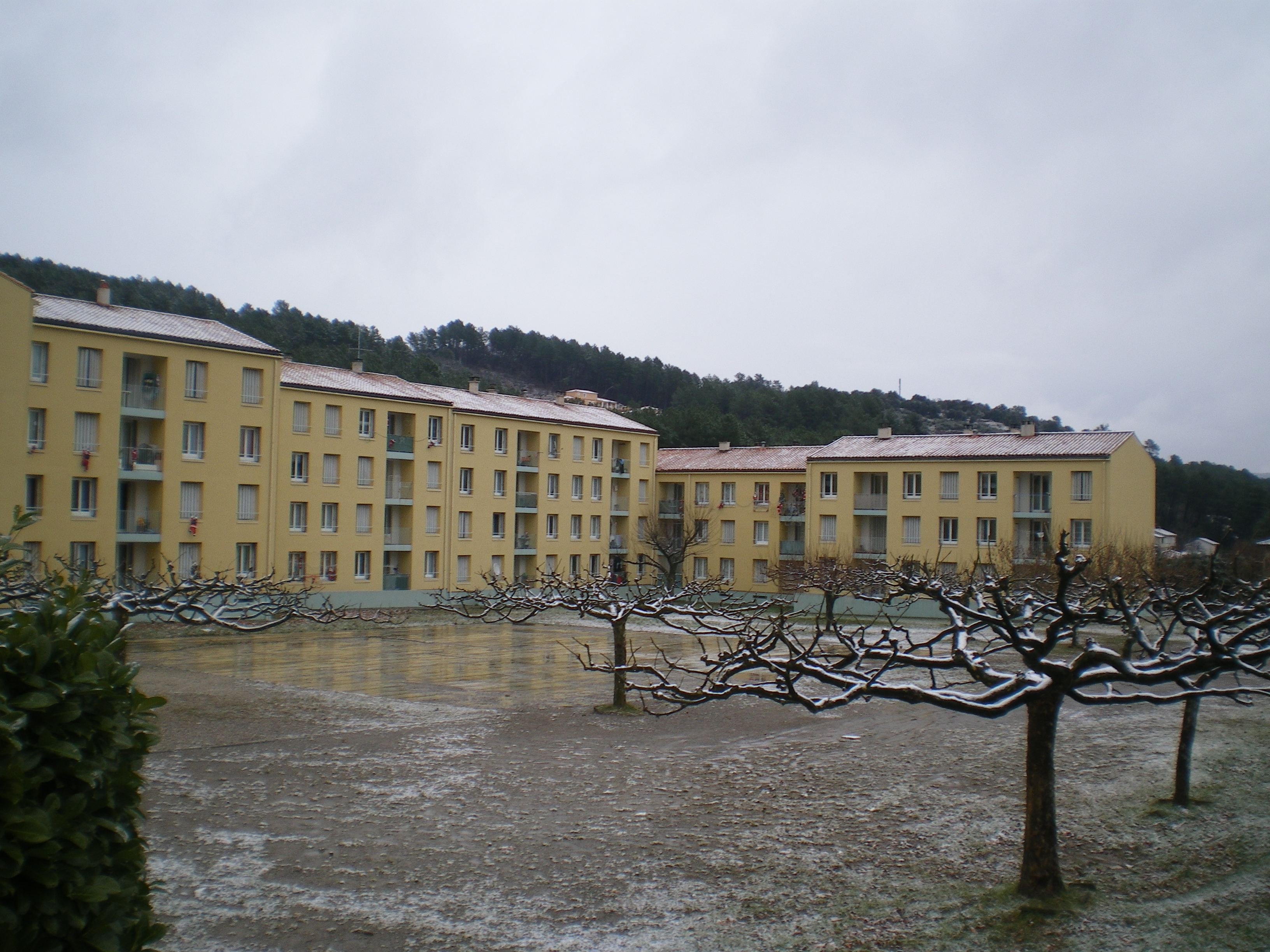
HLM de la Civadière.

- 1961 : mise en service du réseau de distribution des eaux sur toute la commune ; cela permet la construction de nouveaux logements, collectifs et individuels.
- 1970 : construction d'une petite cité HLM à La Civadière ; en même temps, aménagement des premiers lotissements à Branoux.
- 1978 : premier mandat du maire communiste Maurice Tribes, jusqu'en 2008. Réaménagement de la piste du vélodrome des Taillades.
- 1981 : construction de la salle polyvalente à Branoux. Sert de salle d'expositions et de lieux d'accueil pour les associations de la commune.
- Années 1980 : lotissement dans les Pins ; provoque un mitage de la forêt.
- 2001 : inauguration du « nouveau » vélodrome des Taillades, totalement réhabilité, avec une piste de 250 mètres de long et des tribunes en partie couvertes, offrant 330 places, en présence de Marie-George Buffet, ministre de la Jeunesse et des Sports. Ce vélodrome porte le nom de son concepteur, Louis Riquet, et il est unique dans la région Languedoc-Roussillon.

### Tendances politiques et résultats

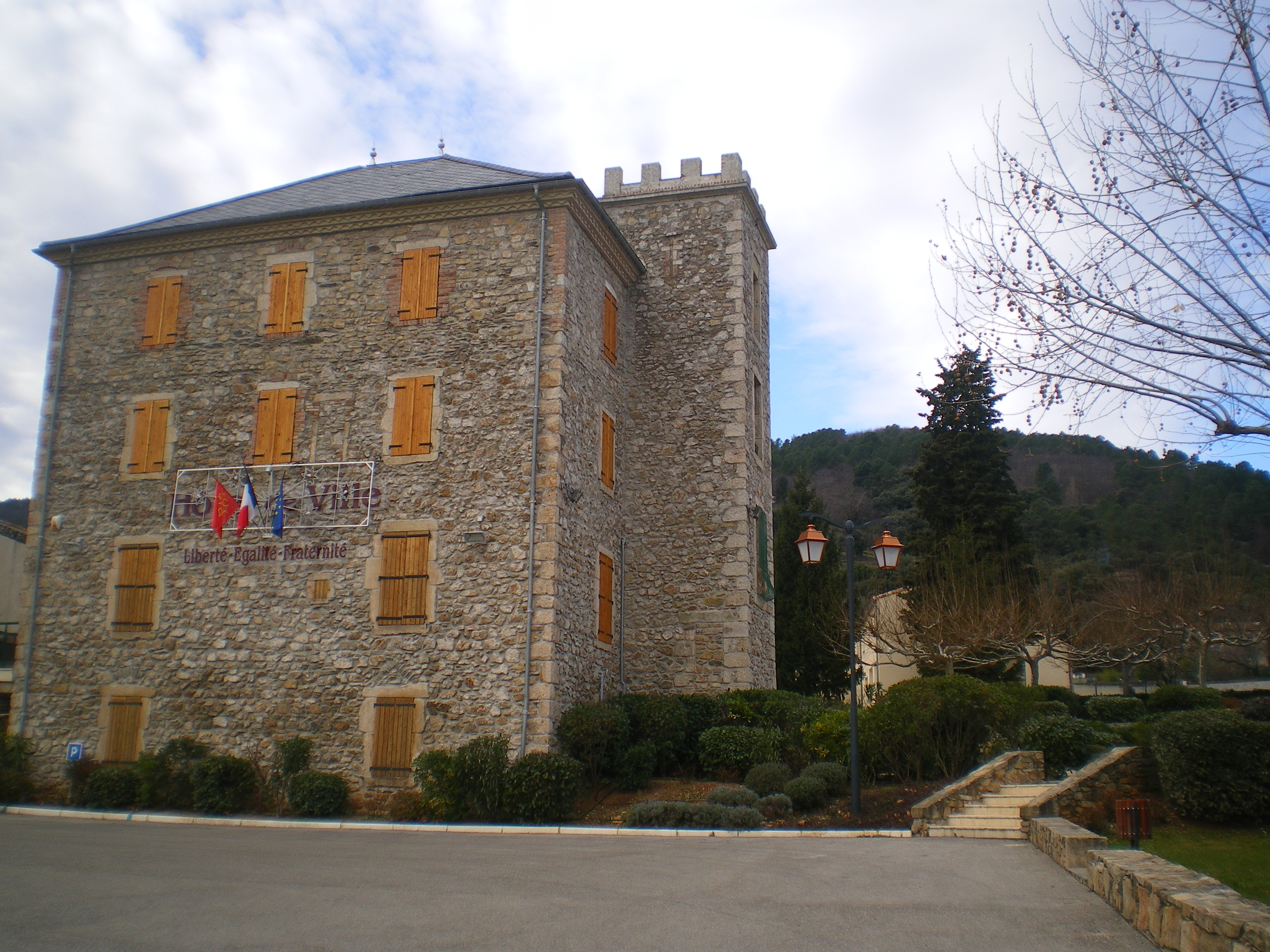
La mairie.

## Politique et administration

### Liste des maires
| Période                                  | Période | Identité               | Étiquette | Qualité |
| ---------------------------------------- | ------- | ---------------------- | --------- | ------- |
| 1790                                     | 1793    | Jean-Pierre Privat     |           |         |
| 1794                                     |         | Pierre Alvez           |           |         |
| 1821                                     |         | Jean-Antoine Nogaret   |           |         |
| 1830                                     | 1841    | Jean-Jacques Arbousset |           |         |
| 1841                                     | 1860    | Antoine Nogaret        |           |         |
| 1860                                     | 1867    | Hercule Chabrol        |           |         |
| Les données manquantes sont à compléter. |         |                        |           |         |

| Période                                  | Période | Identité               | Étiquette | Qualité |
| ---------------------------------------- | ------- | ---------------------- | --------- | ------- |
| 1867                                     | 1876    | Victor Chabrol         |           |         |
| 1876                                     | 1886    | Auguste Lacroix        |           |         |
| 1886                                     | 1888    | Alphonse Hours         |           |         |
| 1888                                     | 1896    | Auguste Lacroix        |           |         |
| 1896                                     | 1901    | Isidore Dhombres       |           |         |
| 1901                                     | 1905    | Frédéric Alais         |           |         |
| 1905                                     | 1908    | Cyprien Corriger       |           |         |
| 1908                                     | 1921    | Docteur Charles Durand |           |         |
| 1921                                     | 1929    | Élie Roux              |           |         |
| 1929                                     | 1935    | Louis Turc             |           |         |
| 1935                                     | 1939    | Léon Rouvière          |           |         |
| 1939                                     | 1944    | Arthur Chabrol         |           |         |
| 1945                                     | 1947    | Joseph Darbousset      |           |         |
| 1947                                     | 1953    | Alfred Felgerolles     |           |         |
| Les données manquantes sont à compléter. |         |                        |           |         |

| Période                                  | Période  | Identité       | Étiquette      | Qualité                              |
| ---------------------------------------- | -------- | -------------- | -------------- | ------------------------------------ |
| 1953                                     | 1959     | Élie Fages     |                |                                      |
| 1959                                     | 1978     | Jean Clauzel   |                |                                      |
| 1978                                     | 2008     | Maurice Tribes | PCF            |                                      |
| 2008                                     | 2020     | Alain Rey      | Sans étiquette | Retraité Fonction publique           |
| 2020                                     | En cours | Michel Vigne   | DVG            | Retraité de la Gendarmerie Nationale |
| Les données manquantes sont à compléter. |          |                |                |                                      |

## Population et société

### Démographie
L'évolution du nombre d'habitants est connue à travers les recensements de la population effectués dans la commune depuis 1793. Pour les communes de moins de 10 000 habitants, une enquête de recensement portant sur toute la population est réalisée tous les cinq ans, les populations de référence des années intermédiaires étant quant à elles estimées par interpolation ou extrapolation. Pour la commune, le premier recensement exhaustif entrant dans le cadre du nouveau dispositif a été réalisé en 2007.

En 2022, la commune comptait 1 297 habitants, en évolution de −4,21 % par rapport à 2016 (Gard : +2,97 %, France hors Mayotte : +2,11 %).
| 1793 | 1800 | 1806 | 1821 | 1831 | 1836 | 1841 | 1846 | 1851 |
| ---- | ---- | ---- | ---- | ---- | ---- | ---- | ---- | ---- |
| 650  | 547  | 717  | 711  | 720  | 714  | 727  | 792  | 779  |

| 1856 | 1861 | 1866 | 1872 | 1876 | 1881  | 1886  | 1891  | 1896  |
| ---- | ---- | ---- | ---- | ---- | ----- | ----- | ----- | ----- |
| 722  | 738  | 720  | 656  | 790  | 1 030 | 1 071 | 1 344 | 1 525 |

| 1901  | 1906  | 1911  | 1921  | 1926  | 1931  | 1936  | 1946  | 1954  |
| ----- | ----- | ----- | ----- | ----- | ----- | ----- | ----- | ----- |
| 1 452 | 1 466 | 1 545 | 1 482 | 1 573 | 1 491 | 1 535 | 1 655 | 2 152 |

| 1962  | 1968  | 1975  | 1982  | 1990  | 1999  | 2006  | 2007  | 2012  |
| ----- | ----- | ----- | ----- | ----- | ----- | ----- | ----- | ----- |
| 2 061 | 1 697 | 1 424 | 1 404 | 1 338 | 1 274 | 1 283 | 1 284 | 1 408 |

| 2017  | 2022  | - | - | - | - | - | - | - |
| ----- | ----- | - | - | - | - | - | - | - |
| 1 340 | 1 297 | - | - | - | - | - | - | - |

### Enseignement
Il existe une école maternelle à Branoux, regroupant tous les niveaux. C'est aux Taillades que se situe l'école élémentaire. Il n'y a pas d'école privée de confession religieuse sur la commune. Quant au secondaire, les collégiens, par carte scolaire, vont à La Grand-Combe (collège Léo-Larguier). Les lycéens sont ensuite accueillis dans les nombreux lycées d'Alès. Le ramassage scolaire par autocar est assuré par le conseil départemental du Gard.

### Santé
Il n'existe pas de service de santé sur la commune, il faut se rendre à La Grand-Combe, voire à Alès. Les dentistes et médecins généralistes sont à La Grand-Combe (3 pharmacies). Il y a des infirmières à domicile et les services d'aides à la personne sont financés par le Conseil Général du Gard.

### Manifestations culturelles et festivités
Les activités traditionnelles restent très vives : chasse (deux dianes de chasseurs sur la commune pour la chasse au sanglier), syndicat de pêche, cueillette de champignons en saison. Les activités de marches et de randonnées pédestres pour découvrir le patrimoine de la commune sont assurées par une association qui programme des sorties pluri-mensuelles pour découvrir le terroir communal.
- Fête du village en juillet.
- Fête des Chiens au printemps.
- Jeux d'eaux sur le lac des Cambous.
- Lotos dans la salle polyvalente pour les associations du village.

### Sports
Il n'existe pas, à Branoux même, de club de sport collectif. Le football se pratique à La Grand-Combe. Il y a pourtant un vieux stade de football en montant sur le village de Branoux, mais il ne sert plus.
- Club de pétanque.
- Course cycliste au printemps.
- Étapes fréquentes de l'Étoile de Bessèges.
- Étape du rallye automobile des Cévennes (route vers le Pendédis).

## Économie

### Revenus
En 2018  (données Insee publiées en septembre 2021), la commune compte 584 ménages fiscaux, regroupant 1 286 personnes. La médiane du revenu disponible par unité de consommation est de 18 510 € (20 020 € dans le département).

### Emploi
|                | 2008   | 2013   | 2018 |
| -------------- | ------ | ------ | ---- |
| Commune        | 11,4 % | 11,8 % | 14 % |
| Département    | 10,6 % | 12 %   | 12 % |
| France entière | 8,3 %  | 10 %   | 10 % |

En 2018, la population âgée de 15 à 64 ans s'élève à 729 personnes, parmi lesquelles on compte 69,1 % d'actifs (55,1 % ayant un emploi et 14 % de chômeurs) et 30,9 % d'inactifs,. Depuis 2008, le taux de chômage communal (au sens du recensement) des 15-64 ans est supérieur à celui de la France et du département.
La commune fait partie de la couronne de l'aire d'attraction d'Alès, du fait qu'au moins 15 % des actifs travaillent dans le pôle,. Elle compte 107 emplois en 2018, contre 90 en 2013 et 97 en 2008. Le nombre d'actifs ayant un emploi résidant dans la commune est de 406, soit un indicateur de concentration d'emploi de 26,2 % et un taux d'activité parmi les 15 ans ou plus de 45,2 %.
Sur ces 406 actifs de 15 ans ou plus ayant un emploi, 78 travaillent dans la commune, soit 19 % des habitants. Pour se rendre au travail, 93,1 % des habitants utilisent un véhicule personnel ou de fonction à quatre roues, 1,2 % les transports en commun, 1,7 % s'y rendent en deux-roues, à vélo ou à pied et 3,9 % n'ont pas besoin de transport (travail au domicile).
La majorité de la population active de la commune travaille à La Grand-Combe, aux Salles-du-Gardon et surtout à Alès et ses environs, le plus important bassin d'emploi du piémont cévenol.

### Activités hors agriculture

#### Secteurs d'activités
66 établissements sont implantés  à Branoux-les-Taillades au 31 décembre 2019. Le tableau ci-dessous en détaille le nombre par secteur d'activité et compare les ratios avec ceux du département,.
| Secteur d'activité                                                                                        | Commune | Commune | Département |
| Secteur d'activité                                                                                        | Nombre  | %       | %           |
| --- | ------- | ------- | ----------- |
| Ensemble                                                                                                  | 66      | 100 %   | (100 %)     |
| Industrie manufacturière, industries extractives et autres                                                | 13      | 19,7 %  | (7,9 %)     |
| Construction                                                                                              | 13      | 19,7 %  | (15,5 %)    |
| Commerce de gros et de détail, transports, hébergement et restauration                                    | 12      | 18,2 %  | (30 %)      |
| Information et communication                                                                              | 1       | 1,5 %   | (2,2 %)     |
| Activités financières et d'assurance                                                                      | 1       | 1,5 %   | (3 %)       |
| Activités immobilières                                                                                    | 2       | 3 %     | (4,1 %)     |
| Activités spécialisées, scientifiques et techniques et activités de services administratifs et de soutien | 7       | 10,6 %  | (14,9 %)    |
| Administration publique, enseignement, santé humaine et action sociale                                    | 9       | 13,6 %  | (13,5 %)    |
| Autres activités de services                                                                              | 8       | 12,1 %  | (8,8 %)     |

Le secteur de la construction est prépondérant sur la commune puisqu'il représente 19,7 % du nombre total d'établissements de la commune (13 sur les 66 entreprises implantées  à Branoux-les-Taillades), contre 15,5 % au niveau départemental.

#### Entreprises et commerces
L'entreprise ayant son siège social sur le territoire communal qui génère le plus de chiffre d'affaires en 2020 est : 
- EURL Fromac Daniel Et Valerie, commerce de détail alimentaire sur éventaires et marchés (399 k€)

Toutes les activités liées à l'extraction du charbon (essentiellement sur la commune de La Grand-Combe) ont aujourd'hui disparu. Dans le paysage communal, il ne subsiste que les habitations ouvrières destinées aux mineurs.

#### Secteur tertiaire
Les activités tertiaires dominent: quelques commerces animent encore les villages (cafés, restaurant, boulangerie), de nombreux artisans, mais les activités liées au tourisme restent sous-exploitées (tourisme vert, un camping à la Font de Merle, randonnées, VTT...).

### Agriculture
|               | 1988 | 2000 | 2010 | 2020 |
| ------------- | ---- | ---- | ---- | ---- |
| Exploitations | 8    | 7    | 9    | 3    |
| SAU (ha)      | 54   | 93   | 10   | 10   |

La commune est dans les Cévennes, une petite région agricole occupant l'ouest du département du Gard. En 2020, l'orientation technico-économique de l'agriculture  sur la commune est la polyculture et/ou le polyélevage. Trois exploitations agricoles ayant leur siège dans la commune sont dénombrées lors du recensement agricole de 2020 (huit en 1988). La superficie agricole utilisée est de 10 ha,,.

## Culture locale et patrimoine

### Édifices civils
- La voie romaine.

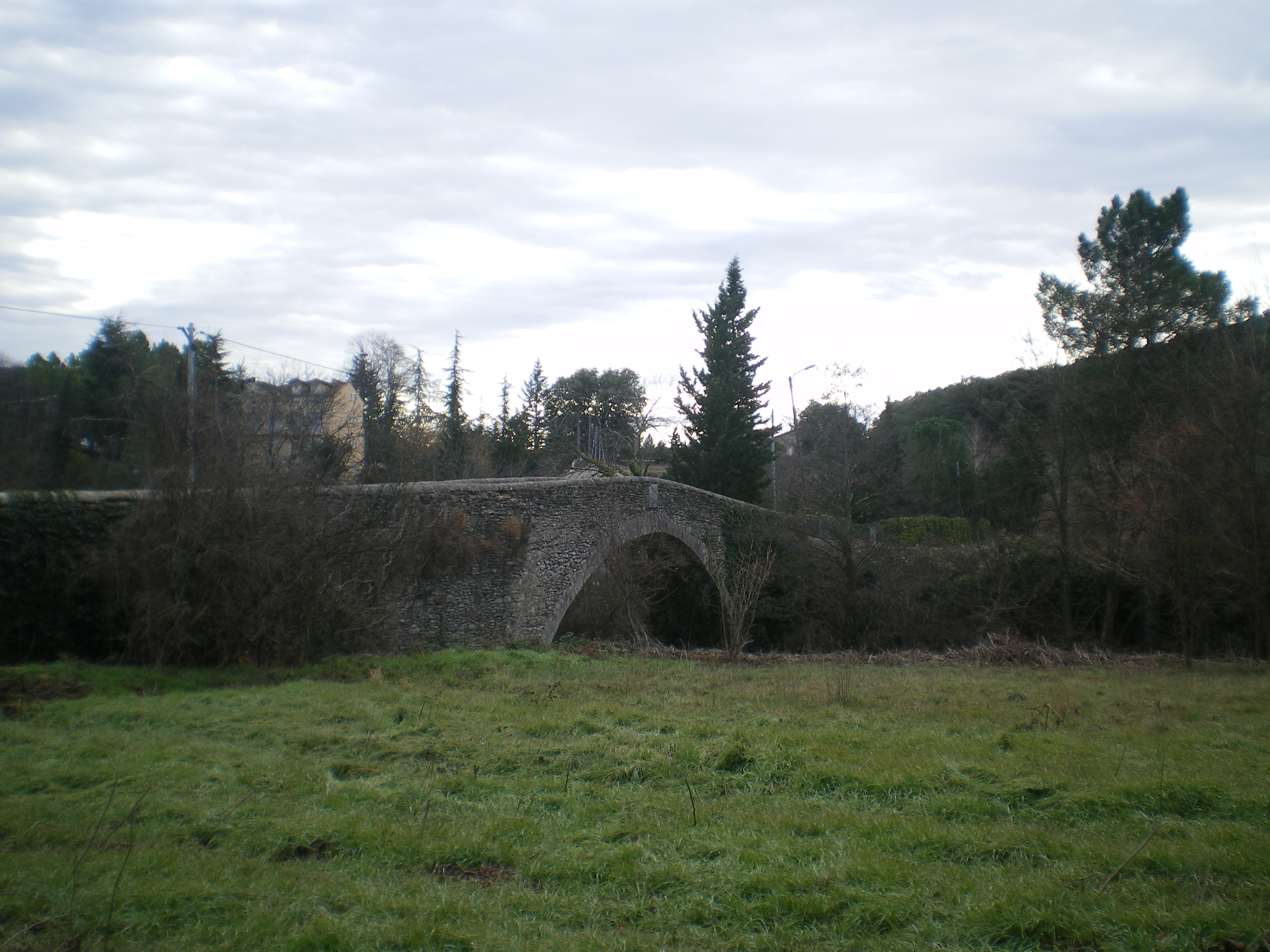
Le Pont de Bertrand.

- Le Pont Bertrand sur le Brêmo. Ce pont est constitué d'une arche unique, très haute, les parapets sont en schiste ou en lauzes.
- Le château fort de La Devêze, en ruines, situé en amont de Sainte-Cécile-d'Andorge.
- La mine de houille Mourier route des Salles-du-Gardon, qui faisait partie des mines de La Grand-Combe en exploitation de 1841 à 1918. Les anciens carreau et terril du puits Mourier ont été transformés en vélodrome en 1930[41].

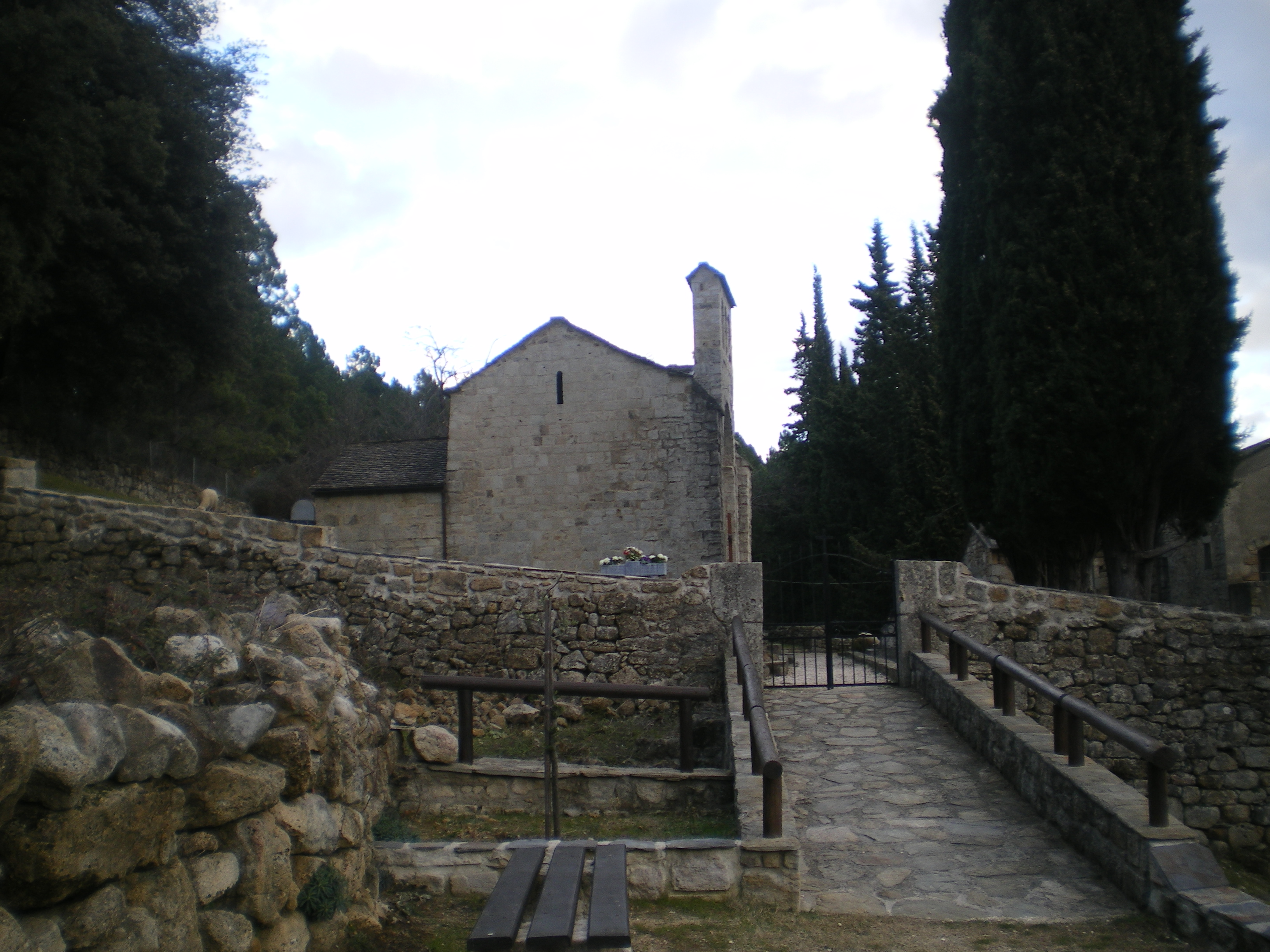
L'église de Blannaves.

- Le temple de 1807.

### Édifices religieux
- Église Saint-Pierre de Blannaves. L'édifice a été inscrit au titre des monuments historiques en 1949[42].

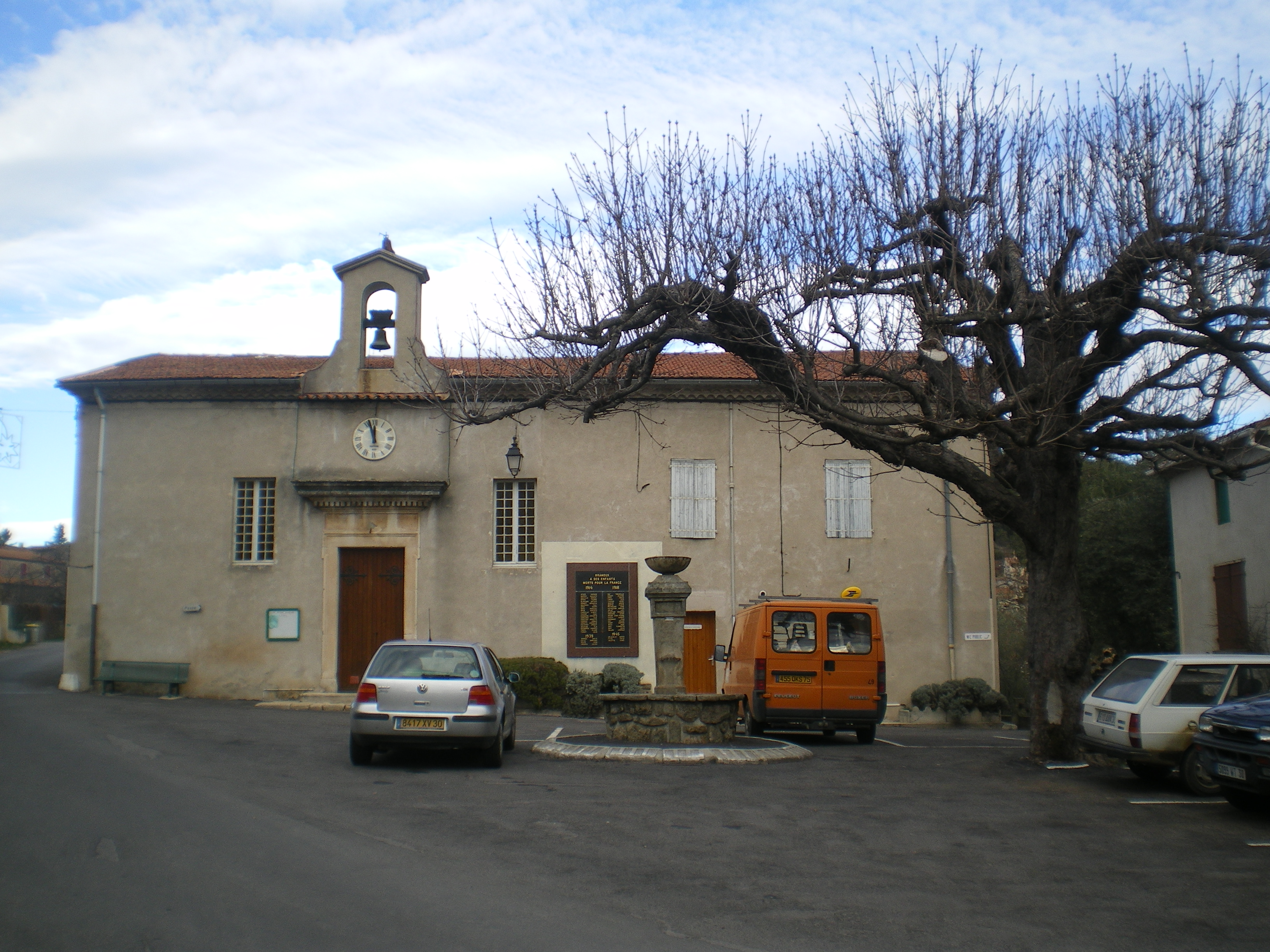
Temple protestant de Branoux-les-Taillades

- Temple protestant de Branoux-les-TailladesTemple protestant de Branoux-les-Taillades.

Blannaves possède les vestiges de son prieuré du XIe siècle. Ce prieuré comprend trois bâtiments : l'église Saint-Pierre, la maison curiale et une ferme. L'église est d'architecture romane primitive avec une influence lombarde ; elle a été construite au XIe siècle par des moines venus de Marseille (abbaye de Saint-Victor). L'intérieur est très rustique, avec des voûtes en berceau, la voûte de l'abside est en cul-de-four avec quelques sculptures. Les chapelles nord ont été ajoutées au XVIe siècle. La maison curiale possède un four à pain intégré dans ses murs.

### Patrimoine culturel

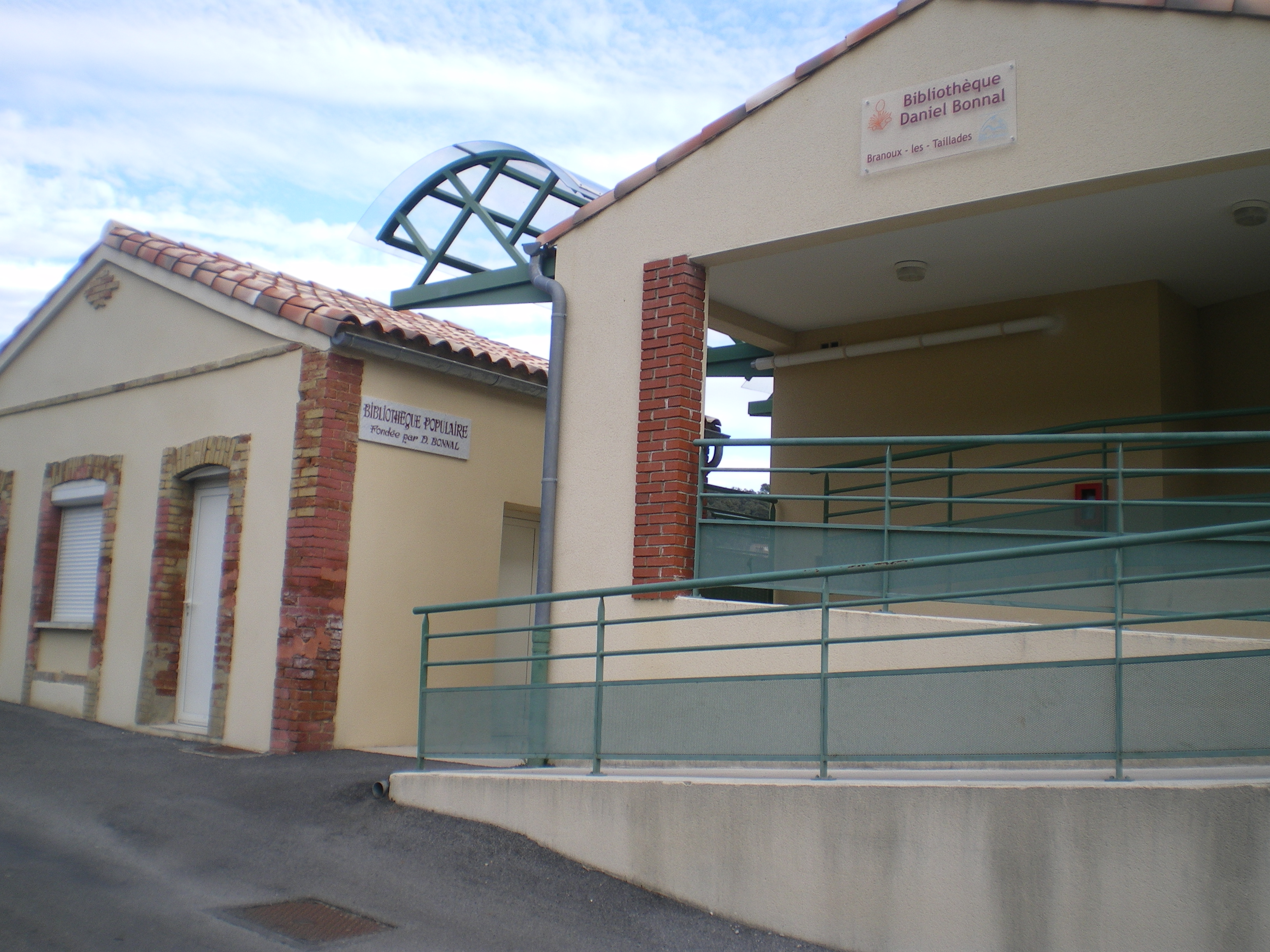
La bibliothèque.

- Bibliothèque municipale Daniel-Bonnal.
- Cinéma d'été.
- Club de troisième âge.
- Association de randonnées.
- Chorale.
- Club de cartes (tarot, belote, poker).
- Chasse, pêche, champignons.
- Fabrication artisanale de paniers en bois de châtaignier.
- Club de patchwork.

### Patrimoine environnemental
- Nombreux sites favorables au vol à voile et à la pratique du planeur.
- Le point de vue du Plan de Jonquet, sur la D 154, au-dessus de Branoux, où la vue porte vers la vallée du Gardon, les Cévennes lozériennes, le Mont Lozère.
- Les amateurs de champignons peuvent aussi y cueillir des cèpes et des girolles.
- Les randonneurs peuvent traverser la commune sur le GR 44B qui suit les crêtes qui surplombent le vallon de Branoux depuis le col de la Baraque vers le Castanet et les confins de la Lozère.

### Personnalités liées à la commune
- Gédéon Laporte, chef camisard (1660-1702), né à Saint-Paul-la-Coste, a résidé à Branoux où il exerçait le métier de forgeron. Il prit part aux guerres de religion opposant les catholiques et les protestants dans les Cévennes. Il fut mis à prix 100 pistoles, mort ou vif, et fut tué lors d'une attaque par les soldats du roi.
- Lucien Lantier, artiste peintre, né à Odessa (Ukraine) en 1879 et décédé dans le Gard en 1960. L'artiste a participé à la Première Guerre mondiale dans les rangs de l'armée française et a longtemps habité à Verdun. Il a peint les hauts-fourneaux de Longwy et a décoré de nombreuses églises en Lorraine (Samogneux notamment). Chassé par la Seconde Guerre mondiale, Lucien Lantier a trouvé refuge dans l'ancienne bibliothèque de Branoux dans les années 1940. Il sera fortement inspiré par les paysages cévenols et les gueules noires de la Grand-Combe.
- Louis Riquet, créateur du vélodrome des Taillades. Comptable dans une entreprise de travaux publics à La Grand-Combe, Louis Riquet eut l'idée de construire un vélodrome en 1932.

## Héraldique
| Blason de Branoux-les-Taillades | Blason  | D'azur aux trois flambeaux d'or allumés de gueules, rangés en fasce. Devise / CriLux nostris, hostibus ignis, c'est-à-dire « De la lumière pour nous autres, du feu pour nos ennemis. » |
| Blason de Branoux-les-Taillades | Détails | Le blason de la commune reprend l'emblème du marquis de la Fare, seigneur de Blannaves. Il représente trois flambeaux allumés sur fond bleu.                                            |